# Marc Pierschel
Marc Pierschel (* 1978 in Hildesheim) ist ein deutscher Veganismus-Aktivist und Dokumentarfilmer. Er veröffentlichte auch zwei Kochbücher im Selbstverlag.

## Leben
Marc Pierschel ist seit dem Jahr 2000 Veganer und war davor einige Jahre Vegetarier. Noch während seines Studiums der Soziologie an der Westfälischen Wilhelms-Universität Münster, das er bis 2004 absolvierte, gründete er 2002 das Kollektiv roots of compassion. In seinem Eigenverlag compassion media Verlag erschien 2008 das Kochbuch Vegan lecker lecker!. 
2009 drehte Pierschel seinen ersten Dokumentarfilm EDGE – Perspectives on drug free culture über die Straight-Edge-Bewegung.
Sein Dokumentarfilm Live And Let Live über Menschen, die zum Veganismus gefunden hatten, lief 2013 auf einigen Filmfestivals, beispielsweise auf dem Milano Film Festival in Mailand und bei den Tagen des unabhängigen Films in Augsburg. 2016 drehte er den Dokumentarfilm 184 über eine zweiwöchige Aktion gegen kommerziellen Walfang in Island.
Im September 2017 kam Pierschels Dokumentarfilm The End of Meat, der im Sommer auf dem Fünf Seen Filmfestival uraufgeführt wurde, in die Kinos, The End of Meat soll die Vorteile einer veganen Welt ohne Fleischkonsum zeigen. Sein Film Butenland, für den er ein Ehepaar auf einem Gnadenhof für Milchkühe zwei Jahre lang filmte, gewann auf den Internationalen Hofer Filmtagen 2019 den Granit – Hofer Dokumentarfilmpreis und wurde auch im Kino gezeigt.

## Filme
- 2009: EDGE the Movie – Perspectives on a Drug Free Culture
- 2013: Live and let live
- 2015: 184
- 2017: The End of Meat[7]
- 2019: Butenland

## Bücher
- Vegan lecker lecker!, Eigenverlag, Münster, 2008, ISBN 978-3-00-026420-7.
- Vegan! – Vegane Lebensweise für alle, Eigenverlag, Münster, 2010, ISBN 978-3-00-028404-5.